# Triaenodes bernardi
Triaenodes bernardi är en nattsländeart som beskrevs av Vaillant 1953. Triaenodes bernardi ingår i släktet Triaenodes och familjen långhornssländor. Inga underarter finns listade i Catalogue of Life.